# Els Beatles contra els Rolling Stones
Els Beatles contra els Rolling Stones és un drama escrit per Jordi Mesalles i Miquel Casamajor, estrenat el 21 de setembre de 1981 al Teatre Romea, a l'inici de la segona temporada com a seu del Centre Dramàtic de la Generalitat de Catalunya. El text havia estat guardonat amb el premi Josep M. Arnau (1980).

## Repartiment
El repartiment de l'obra el dia de l'estrena el formaven Mercè Arànega, Teresa Vilardell, Fina Rius, Fuensanta Alonso, Pep Molina, Jaume Valls, Jordi Brau, Domènec Ràfols, Oriol Tramvia, Eduard Altaba, Ezequiel Guillem, Lluís Murillo i Rafael Zaragoza.
L'escenografia fou d'Alfons Flores, el vestuari d'Antoni Belart i la dramatúrgia i direcció de Jordi Mesalles.

## Argument
La peça és una crònica sentimental d'uns adolescents en la dècada dels seixanta, amb un enfrontament entre dues bandes d'adolescents, que a través de dos arquetips musicals mostren les seves respectives inclinacions sexuals, polítiques i cinematogràfiques. Aquesta obra vol mostrar com s'enfronten dos tipus de mons, el ric de la part alta contra la treballadora de la part baixa, de la mateixa manera contraposa el món dels adolescents amb el dels adults.
En el text del programa de mà escrivia el mateix Mesalles:
| « | Vol ser una balada tèrbola, irònica, trista, divertida, evocativa, eròtica, necròfila, melodramàtica i romàntica. Està composta amb els alens dels desigs de les nostres adolescències, que pertanyen a una dècada, els seixanta, que s'ha pretès prodigiosa i que per a nosaltres i vosaltres —que encara podem gaudir del fet d'éssers adolescents eterns, amb retorns excitants per efímers— vàrem viure com es viuen totes les adolescències, és a dir, amb la voluptuosa febre que fa palpitar els cossos en els somnis i/o les masturbacions.» | » |

## Crítiques
Les representacions al Romea van aixecar una forta polèmica per l'ús d'un llenguatge que, en certs sectors, es considerà de mal gust i provocatiu, causant la crítica d'Albert Manent, aleshores director d'Activitats Artístiques de la Generalitat, que arribà a proposar canvis en el text. La controvèrsia provocà la dimissió de Xavier Fàbregas com a responsable de teatre de la Generalitat, arran de la censura a què es va voler sotmetre el text a causa de les expressions que foren qualificades d'obscenes. L'enrenou arribà fins al Parlament, on el mateix Jordi Pujol criticà l'obra, i el conseller de Cultura, Max Cahner, va haver de respondre les preguntes que els grups de l'oposició feren sobre el cas. Finalment, però, es representà el text original. Després de l'estrena exitosa i polèmica, el text no ha estat recuperat per a l'escena.